# 山崎唯
山崎 唯（やまざき ただし、1933年5月29日 - 1990年12月30日）は、日本のピアニスト、作曲家、声優、タレント。東京都出身。妻は女優の久里千春。

## 経歴
大学教授の長男として誕生。当初は声楽家を目指し、国立音楽大学声楽科を卒業。同大学に進学した時は父の猛反対を受けていた。だがジャズやナット・キング・コールに傾倒してゆき、『渡辺晋とシックス・ジョーズ』のピアニストとしてデビュー。日本で最初のピアノの弾き語りを始める。
人形劇『トッポ・ジージョ』では主人公トッポ・ジージョの声を担当。その個性的な声から、声優としても話題を呼ぶ。
妻の久里千春とはおしどり夫婦として知られ、芸能活動も多かった。また、2人の娘がいて「仲良し家族」としてテレビ出演も多かった。
晩年はがんで闘病生活を送っていた。1990年12月23日未明、自宅で倒れてそのまま意識不明になり、同12月30日、脳溢血のため東京都三鷹市の杏林大学医学部付属病院で死去。57歳没。

## 後任
山崎の死後、持ち役を引き継いだ人物は以下の通り。
- 梅津秀行 - 『コルドロン』：ガーギ ※追加録音部分のみ

## 主な作品

### 歌
シングル
| A面                                     | B面                                       | 発売年月日 | レーベル     | 規格品番 | 備考                            |
| --------------------------------------- | ----------------------------------------- | ---------- | ------------ | -------- | ------------------------------- |
| ぼくはトッポちゃん                      | すてきなロージィ （久里千春とデュエット） | 1966年     | 東芝レコード | TP-1363  |                                 |
| トッポちゃんの赤とんぼ                  | トッポちゃんの叱られて                    |            | 東芝レコード | TP-1379  | 童謡のカバー                    |
| トッポちゃんのどんぐりころころ          | トッポちゃんの赤い靴                      |            | 東芝レコード | TP-1380  | 童謡・唱歌のカバー              |
| トッポ・ジージョ・マーチ                | トッポ・ジージョの夢                      |            | 東芝レコード | TP-1432  |                                 |
| トッポ・ジージョの夕やけ小やけ          | トッポ・ジージョの雀の学校                |            | 東芝レコード | TP-1433  | 童謡のカバー                    |
| トッポ・ジージョの青い目の人形          | トッポ・ジージョの七つの子                |            | 東芝レコード | TP-1434  | 童謡のカバー                    |
| トッポ・ジージョのワン・ツーかぞえうた  | ボンジョルノ トッポ・ジージョ             | 1966年11月 | 日本ビクター | SV-495   |                                 |
| トッポジージョのカモン・ツイスト        | トッポジージョの天才マジシャン            | 1977年     | RVC          | RVS-1068 |                                 |
| ワンダフルアドベンチャー （加橋かつみ） | ぼくはキャロット                          | 1980年     | ビクター     | KV-2019  | NHK『ニルスのふしぎな旅』挿入歌 |

コンパクト盤
- チャオ チャオ トッポ・ジージョ/さすらいのトッポ・ジージョ/みんなのトッポ・ジージョ/ビバラビータ トッポ・ジージョ（東芝レコード TP-4169）

アルバム
| タイトル                           | 発売年月日    | レーベル           | 規格品番   | 備考                                         |
| ---------------------------------- | ------------- | ------------------ | ---------- | -------------------------------------------- |
| トッポジージョとうたいましょう     | 1967年        | 東芝レコード       | TP-7232    |                                              |
| シンギング・ピアノ                 | 1972年        | 東芝レコード       | TP-7575    |                                              |
| トッポジージョのメリー・クリスマス | 1976年        | ワーナーパイオニア | L-4024R    |                                              |
| トッポジージョとうたいましょう     | 2011年8月22日 | BRIDGE             | BRIDGE-179 | アルバム未収録曲を追加したベスト盤として再発 |

その他
- ダンボ（キングレコード）※ドラマレコード、ティモシー・マウス役で声の出演。
- 白い想い出（1963年、キングレコード）※ダークダックスの曲。作詞・作曲を担当。
- どこまでも行こう（1966年、ブリヂストン CMソング・愛唱歌）
- 悟空がやってくる（1967年、『悟空の大冒険』挿入歌）※作曲も担当。
- なかよしファミリー（1974年、NHK『みんなのうた』）※訳詞も手掛け、一家で歌った。

## 出演作品
※太字はメインキャラクター。

### テレビドラマ
- オズの魔法使い（日本テレビ系）- トト
- おひかえあそばせ（日本テレビ系）
- アイフル大作戦 第2話「男性飼育必敗法」（TBS系）※妻と共演

### 映画
- 涙の季節（1969年、日活）- 酒井純平

### 人形劇
- トッポ・ジージョ（トッポ・ジージョ）
- ひょっこりひょうたん島（ピッツ長官、ピエロ、リップ・ダメロン）
  - 「オールカラーで!東映まんがまつり」ひょっこりひょうたん島（ピッツ長官）
- 空中都市008（アラームロボット）

### 吹き替え
- モーク&ミンディ（モーク〈ロビン・ウィリアムズ〉）

#### 海外アニメ
- おしゃれキャット（スキャット・キャット）
- 三人の騎士（ドナルドダック）※TBS版
- タキシード・ペンギン （タキシード・ペンギン）
- コルドロン（ガーギ）
- スヌーピーとチャーリーブラウン（スヌーピー）
- ファン・アンド・ファンシー・フリー（ドナルドダック）※TBS版
- ふしぎの国のアリス（マーチ・ヘアー〈三月ウサギ〉）※TBS版
- ほのぼの家族（フレッド・フリントストーン）※独立UHF局版

### テレビアニメ
- ニルスのふしぎな旅（キャロット[7]）

### ラジオ
- キンカンみんなの民謡（TBSラジオ）
- ナツメロパレード（TBSラジオ）
- 三和シヤッター歌謡曲ベスト・テン（FM東京、現JA全農 COUNTDOWN JAPAN）- 初代パーソナリティ

### バラエティ
- トップスター ファンファンショー（読売テレビ）- 司会
- ゲーム・テレパシー（NET）- 司会
- あまくちからくち（中京テレビ）- 司会
- 家族そろって三つの歌（日本テレビ）※一家で出演
- 人気アニメ大行進→夏休み人気アニメ大行進（テレビ朝日）※一家でレギュラー出演

### その他
- ミッキーマウス・レビュー（ドナルドダック）
- 日立製作所 冷凍冷蔵庫CM（トム）
- ブルボン(当時社名は北日本食品) 「ほおずきくん」CM